# Johanna Høst
Johanna Høst (Sandefjord, 2 november 1874 - Smestad (Akershus), 25 oktober 1916) was een Noors zangeres.
Johanna Ottilie of Othilia Høst werd als zesde van tien kinderen geboren in het gezin van koopman, reder, consul Fredrik Høst en Kirsten Sørensen. Johanna Høst huwde haar neef Eivind Høst. Uit dat huwelijk kwamen drie dochters:
- Kirsten (1905-onbekend)
- Astrid (1907-1969), de tweede vrouw van historicus Johan Christian Schreiner
- Eva Høst (1908-1968) werd pianiste en vrouw van bibliothecaris Øyvind Anker.

Johanna kreeg haar muzikale opleiding van Mathilde Andersen. Ze gaf opleiding in taal en zang en gaf les namens het Kristiania Musiklaererforening KMLF (1913) 
Enkele concerten:
- 24 februari 1902: ze zong liederen van Johan Backer Lunde, Mon Schjelderup en Agathe Backer-Grøndahl tijdens een concert met het koor van Olaus Andreas Grøndahl; Johan Backer Lunde begeleidde haar
- 12 en 14 september 1903; concert met Fridtjof Backer-Grøndahl en Agathe Backer-Grøndahl; (een van Fridtjof eerste, een van Agathes laatste)
- 16 september 1903: Liefdadigheidsconcert in de concertzaal Brødrene Hals